# Nord og Syd (tv-serie)
 For alternative betydninger, se Nord og Syd. (Se også artikler, som begynder med Nord og Syd)
Nord og Syd er en amerikansk produceret tv-serie, lavet ud fra John Jakes romantrilogi af samme navn. Serien omhandler USA i perioden 1842-1866, med stor vægt på den Amerikanske Borgerkrig. Serien består af tre dele:
- Bog 1: Nord og Syd (1985)
- Bog 2: Kærlighed og krig (1986)
- Bog 3: Himmel og helvede (1994)

Serien fortæller historien om det vedvarende venskab mellem nordstatsmanden George Hazard og sydstatsmanden Orry Main. De mødes på militærakademiet West Point men må senere i serien se sig på hver sin side i borgerkrigen.

## Skuespillere
| Rolle                        | Bog 1                                                           | Bog 2                       | Bog 3                |
| ---------------------------- | --------------------------------------------------------------- | --------------------------- | -------------------- |
| George Hazard                | James Read                                                      | James Read                  | James Read           |
| Orry Main                    | Patrick Swayze                                                  | Patrick Swayze              |                      |
| Madeline Fabray LaMotte Main | Lesley-Anne Down                                                | Lesley-Anne Down            | Lesley-Anne Down     |
| Constance Flynn Hazard       | Wendy Kilbourne                                                 | Wendy Kilbourne             | Wendy Kilbourne      |
| Ashton Main Huntoon          | Terri Garber Temi Epstein (Epis. 1) Stephanie Jolluck (Epis. 2) | Terri Garber                | Terri Garber         |
| Brett Main Hazard            | Genie Francis Nikki Creswell (Epis. 1) Melissa Manley (Epis. 2) | Genie Francis               | Genie Francis        |
| Virgilia Hazard Grady        | Kirstie Alley                                                   | Kirstie Alley               |                      |
| Elkanah Bent                 | Philip Casnoff                                                  | Philip Casnoff              | Philip Casnoff       |
| Charles Main                 | Lewis Smith                                                     | Lewis Smith                 | Kyle Chandler        |
| Billy Hazard                 | John Stockwell Cary Guffey (Epis. 1)                            | Parker Stevenson            |                      |
| Stanley Hazard               | Jonathan Frakes                                                 | Jonathan Frakes             | Jonathan Frakes      |
| Isabel Truscott Hazard       | Wendy Fulton                                                    | Mary Crosby                 | Deborah Rush         |
| Justin LaMotte               | David Carradine                                                 | David Carradine             |                      |
| Clarissa Gault Main          | Jean Simmons                                                    | Jean Simmons                |                      |
| Maude Hazard                 | Inga Swenson                                                    | Inga Swenson                |                      |
| Burdetta Halloran            | Morgan Fairchild                                                | Morgan Fairchild            |                      |
| Sam Greene                   | David Ogden Stiers                                              | David Ogden Stiers          |                      |
| James Huntoon                | Jim Metzler                                                     | Jim Metzler                 |                      |
| Ulysses S. Grant             | Mark Moses                                                      | Anthony Zerbe               | Rutherford Cravens   |
| Abraham Lincoln              | Hal Holbrook                                                    | Hal Holbrook                |                      |
| Salem Jones                  | Tony Frank                                                      | Tony Frank                  |                      |
| Priam                        | David Harris                                                    | David Harris                |                      |
| Semiramis                    | Erica Gimpel                                                    | Erica Gimpel                |                      |
| Cuffey                       | Forest Whitaker                                                 | Forest Whitaker             |                      |
| Ned Fisk                     | Andrew Stahl                                                    | Andrew Stahl                |                      |
| Maum Sally                   | Olivia Cole                                                     |                             |                      |
| Madam Conti                  | Elizabeth Taylor                                                |                             |                      |
| Garrison Grady               | Georg Stanford Brown                                            |                             |                      |
| Tillet Main                  | Mitchell Ryan                                                   |                             |                      |
| Mary Todd Lincoln            | Rachel Jakes                                                    |                             |                      |
| Frederick Douglass           | Robert Guillaume                                                |                             |                      |
| John Brown                   | Johnny Cash                                                     |                             |                      |
| George B. McClellan          | Chris Douridas                                                  |                             |                      |
| George Pickett               | Cody W. Hampton                                                 |                             |                      |
| Stonewall Jackson            | William Preston Daly                                            |                             |                      |
| Jefferson Davis              |                                                                 | Lloyd Bridges               |                      |
| Robert E. Lee                |                                                                 | William Schallert           |                      |
| Dorothea Dix                 |                                                                 | Nancy Marchand              |                      |
| Augusta Barclay              |                                                                 | Kate NcNiel                 |                      |
| Rafe Baudeen                 |                                                                 | Lee Horsley                 |                      |
| Miles Colbert                |                                                                 | Jimmy Stewart               |                      |
| Mrs. Neal                    |                                                                 | Olivia de Havilland         |                      |
| Rose Sinclair                |                                                                 | Linda Evans                 |                      |
| Thomas Turner                |                                                                 | Wayne Newton                |                      |
| Hiram Berdan                 |                                                                 | Kurtwood Smith              |                      |
| Ezra                         |                                                                 | Beau Billingslea            |                      |
| Stephen Kent                 |                                                                 | Whip Hubley                 |                      |
| Hope Hazard                  |                                                                 | Jennifer og Michele Steffin | Mary Elizabeth McCae |
| Francis Cardozo              |                                                                 |                             | Billy Dee Williams   |
| Sam Trump                    |                                                                 |                             | Peter O'Toole        |
| Adolphus                     |                                                                 |                             | Rip Torn             |
| Cooper Main                  |                                                                 |                             | Robert Wagner        |
| Judith Stafford Main         |                                                                 |                             | Cathy Lee Crosby     |
| Gus Main                     |                                                                 |                             | Cameron Finley       |
| Running Wolf                 |                                                                 |                             | Ted Thin Elk         |
| Gettys                       |                                                                 |                             | Cliff De Young       |
| Jack Quinlan                 |                                                                 |                             | Woody Watson         |
| Isaac                        |                                                                 |                             | Stan Shaw            |
| Jane                         |                                                                 |                             | Sharon Washington    |

## Eksterne kilder
- Bog 1 på IMDb
- Bog 2 på IMDb
- Bog 3 på IMDb